# 孙泰 (口技演员)
孙泰（1906年—2003年），原名周之良，艺名欢喜笑，男，山东武城人，中国口技表演艺术家，曾任中国杂技艺术家协会副主席。